# Béatrice Rodriguez
Béatrice Rodriguez (ur. 19 października 1959) – francuska judoczka.
Złota medalistka mistrzostw świata w 1982 i brązowa w 1986. Zdobyła sześć medali mistrzostw Europy w latach 1982 - 1986, w tym złoty w drużynie w 1985. Wygrała akademickie MŚ w 1984. Mistrzyni Francji w latach 1981, 1982 i 1984-1986.